# سنکپ

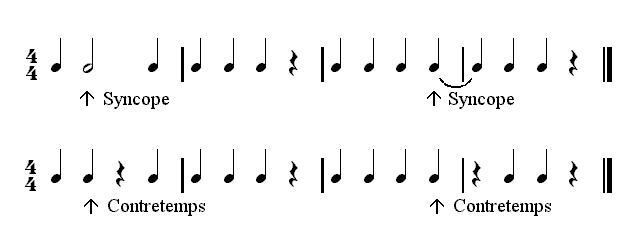
توضیحات: سنکوپ‌ها و عقب‌نشینی‌ها

سکته یا ایسته یا سَنکُپ (به فرانسوی: Syncope) اصطلاحی در موسیقی است. اتصال کشش ضرب ضعیف به کشش ضرب قوی باعث جابه‌جا شدن تأکیدها در ضرب‌ها می‌شود و قسمت ضعیف با تأکید بیشتری اجرا می‌گردد. این‌گونه موارد حالت خاصی را در موسیقی ایجاد می‌کند که به آن سنکپ می‌گویند.
به عبارتی, ادامه یافتن یا متحد شدن ضرب ضعیف (یا قسمت ضعیف ضرب) به ضرب قوی (یا قسمت قوی ضرب بعدی) که باعث جابجا شدن قسمت‌های ضعیف به قسمت‌های قوی شده و در نتیجه قسمت ضعیفه ضرب به حالت قوی اجرا می‌شود.
این تمدید ممکن است به وسیله خط اتحاد یا بدون آن باشد. از متحد شدن نتهای هم شکل سنکپ ساده (مساوی) و از متحد شدن نت‌های متفاوت (و مسلما غیر همزمان!) سنکپ شکسته (نامساوی) به وجود می‌آید.